# کریستوفر یول-ینسن
کریستوفر یول-ینسن (انگلیسی: Christopher Juul-Jensen؛ زادهٔ ۶ ژوئیهٔ ۱۹۸۹) دوچرخه‌سوار اهل دانمارک است.
از باشگاه‌هایی که در آن بازی کرده‌است می‌توان به تیم اوریکا–اسکات، تیم دوچرخه‌سواری کولت انرژی و تیم تینکوف اشاره کرد.